# Рональд Інґлегарт
Рональд Інґлегарт, Рональд Інґлгарт (англ. Ronald  F. Inglehart; 5 вересня 1934 року, Мілвокі, Вісконсин — 8 травня 2021) — американський соціолог та політолог, який працював у Мічиганському Університеті. Він був директором Центру політичних досліджень при Інституті соціальних досліджень Університету штату Мічиган, професором та координатором міжнародного дослідницького проєкту «Огляд цінностей світу» (англ. World Values Survey). Наукові інтереси — порівняльні дослідження у сфері політичного розвитку та політичної психології, вивчення ціннісних змін у сучасних суспільствах та їх соціально-політичних наслідків. У сімдесятих роках він розробив теорію постматеріалізму.

## Біографія

### Освіта. Кар'єра
Рональд Інґлгарт навчався в Північнозахідному університеті, де у 1956 році отримав ступінь бакалавра. Потім продовжив освіту в Чиказькому університеті, де у 1962 році здобув ступінь магістра, а в 1967 році — докторську ступінь. Він викладав в Університеті штату Мічиган з 1966 по 1978 рік, а з 1978 року працював професором політології. Як запрошений професор, він також читав лекції в університетах Женеви, Лейдена, Кіото, Берліна та Рима. Протягом 1970-х до 1990-х років Інґлгарт був активно зайнятий дослідницькими проєктами Євробарометра, які фінансувалися Комісією Європейських Спільнот. У 1985 році Рональд Інґлгарт прийняв посаду програмного директора Центру політичних досліджень Інституту соціальних досліджень при Університеті штату Мічиган. З 1988 року він керував проєктом «Огляд цінностей світу». Протягом 1994—1997 років він був членом комітету міжнародної політичної науки при Американській асоціації політичної науки. Інґлгарт також був учасником редколегій журналів «Уряд і опозиція» (Government and Opposition, з 1987 року), «Міжнародний журнал суспільної думки» (International Journal of Public Opinion, з 1988 року) та «Політика та індивід» (Politics and the Individual, з 1992 року).

## Постматеріалізм
У 70-х роках Рональд Інґлегарт створює теорію Постматеріалізму. Постматеріалізм являє собою істотний зсув у стратегіях виживання, увага до економічних параметрів життя зменшується, на перший план виходять аспекти суб'єктивного добробуту.
Постмодернізація у передових індустріальних суспільствах та суспільствах, що індустріалізуються, проявляється у двох основних тенденціях: системи цінностей змінюються, на перший план виходять «постматеріальні» цінності, інституоналізаційна структура, що базується на ієрархічній бюрократичній організації, втрачає підтримку населення і все менше відповідає системі цінностей, що змінюється.

### Основні тези
- Для постматеріалізму характерна хоча б незначна залученість до добровільного служіння суспільству.
- Солідарність не залежить від постматеріалізму та соціальної позиції.
- Постматеріалізм сприяє зростанню важливості сім'ї.
- Постматеріалізм та високе суспільне становище в суспільстві стимулюють інтерес до політики.
- Кореляція між постматеріалізмом та безробіттям від'ємна.
- Державне управління недостатньо конкурентоспроможне порівняно із неурядовими ринковими структурами.
- Авторитет та влада втрачають традиційну значущість та повагу.
- Політика набуває вигляду самостійного індивідуального заняття, люди все більше залучаються до безпосередніх дій чи прийняття рішень.
- Стираються класові межі, максимізуються індивідуальні права.

## Основні праці

### «Тиха революція» (1977) та «Культурний зсув у розвиненому індустріальному суспільстві»(1989)
В праці The Silent Revolution (Тиха революція), виданій у 1977 Інґлегарт виявив значний зсув у ціннісних орієнтаціях населення розвинених індустріальних суспільств. У своїй книзі 1989 «Культурні зрушення в розвиненому індустріальному суспільстві» (Culture Shift in Advanced Industrial Society) Інґлегарт використовує велику кількість рядів даних обстежень, що проводилися у 26 країнах в період з 1970 по 1988 для аналізу культурних змін, які відбуваються, коли молоде покоління поступово замінює старе серед дорослого населення. Ці зміни мають далекосяжні політичні наслідки. Інглхарт аналізує зміни у релігійних віруваннях, мотиваціях у роботі, політичні конфлікти, ставлення до дітей і сім'ї, ставлення до розлучень, абортів і гомосексуальності.

### «Модернізація та постмодернізація»
Основною темою книги «Модернізація та постмодернізація»(1997 рік) є ідея, що зміни у світогляді відбивають зміни в економічній і політичному середовищі, проте це відбувається зі зміною поколінь. Інґлегарт припустив, що індустріалізація призводить до змін, таких як масова мобілізація і зменшення відмінностей у гендерних ролях. Після індустріалізації розвиненого індустріального суспільства відбуваються значущі зрушення в цінностях, зменшується роль інструментальної раціональності. Постмодерн принесе нові соціальні зміни, включаючи демократизаці політичних інститутів і скорочення державних соціалістичних режимів.

### Rising Tide: Gender Equality and Cultural Change Around the World
Написана у співавторстві з Піппою Норріс у 2003 році праця концентрується на дослідженні змін, що відбулися у двадцятому столітті із традиційними гендерними ролями. Дослідження показує, як модернізація змінила ставлення до гендерної рівності та аналізує політичні наслідки. У праці порівнюються особливості
ставлення до гендерної рівності в усьому світі, за результатами даних, зібраних майже у 70 країнах, починаючи від багатих до бідних, від аграрних до постіндустріальних суспільств.

### Sacred and Secular: Religion and Politics Worldwide
Наступна праця — «Духовне і світське. Релігія та політика в світі» (2004 рік, у співавторстві з Піппою Норріс) базується на базі нових фактичних даних, зібраних на четвертій хвилі проєкту Всесвітнє дослідження цінностей (з 1981 по 2001 рік у 80 спільнотах, що охоплюють більшість основних релігій світу. Автори доходять висновку, що релігійність зберігається найбільш сильно серед уразливих груп населення, особливо в бідних і бездержавних країнах, де особисте виживання сполучено з найбільшою кількістю небезпек та ризиків. З іншого боку, систематичне руйнування традиційних релігійних практик, цінностей та переконань можуть мати місце серед найбільш процвітаючих шарів у багатих країнах. Але водночас зростає частка населення в багатих і бідних країнах, що витрачає час на роздуми про сенс і мету життя. Стверджується, що в розвинених країнах, церкви вже не відіграють ролі основного життєвого орієнтира, проте питання духовності в широкому сенсі залишаються актуальними та надзвичайно важливими.

### Modernization, Cultural Change, and Democracy. The Human Development Sequence
Модернізація, культурні зміни й демократія.
У співпраці з К. Вельзелом, у 2005 році.
Спираючись на дані досліджень, що охоплюють 85 % населення світу, автори стверджують, що модернізація в процесі розвитку людини, в якому економічний розвиток, культурні зміни, які роблять окремі автономії, гендерна рівність і демократія стають все імовірнішим. Ця книга показує, що основні цінності й переконання людей змінюються, таким чином, щоб вплинути на їхнє політичну, сексуальну, економічну і релігійну поведінку. Ці зміни приблизно передбачувані: значною мірою, вони можуть бути пояснені переглянутим варіантом теорії модернізації. Представлені моделі соціальних змін, що передбачають шляхи, якими системи цінностей, швидше за все, будуть розвиватися в найближчі десятиліття. Вони показують, що масові цінності відіграють вирішальну роль у становленні й розквіті демократичних інститутів.

### Cosmopolitan Communications
Остання книга, яку Інґлегарт, написав з Піппою Норріс. У роботі він стверджує, що суспільства з усього світу відчувають потік інформації з різних каналів, обмін відбувається за межами місцевих громад і навіть національних кордонів, тобто можна говорити про поширення космополітичної комунікації. Ця книга розвиває нові теоретичні основи для розуміння міжнародних зв'язків і використовує це, щоб визначити умови, за яких глобальні зв'язки, швидше за все, несуть загрозу культурному розмаїттю. Автори аналізують емпіричні дані на глобальному рівні та рівні окремих суспільств, вивчаючи світогляд і переконання людей. Дослідження спирається на дані Всесвітнього дослідження цінностей, що охоплюють 90 суспільств у всіх основних регіонах світу (1981—2007 роки). У висновку розглядаються наслідки розглянутих ідей для політики в галузі культури.

## Нещодавні публікації[5]
- Norris, Pippa, and Ronald F. Inglehart. 2009. Cosmopolitan communications: Cultural diversity in a globalized world. New York: Cambridge University Press. Abstract.
- Inglehart, Ronald F., and Christian Welzel. 2005. Modernization, cultural change, and democracy: the human development sequence. New York: Cambridge University Press.
- Inglehart, Ronald F., and Pippa Norris. 2004. Sacred and Secular: Reexamining the Secularization Thesis. Cambridge University Press.
- Inglehart, Ronald F. 2004. Islam, Gender, Culture and Democracy: Findings from the Values Surveys. Ontario: de Sitter Publications. Abstract.
- Inglehart, Ronald F., Miguel Basanez, Jaime Diez-Medrano, Loek Halman, and Ruud Luijkx. 2004. Human Beliefs and Values: a Cross-cultural Sourcebook based on the 1999—2002 Value Surveys. Mexico City: Siglo XXI.
- Inglehart, Ronald F., and Pippa Norris. 2003. Rising Tide: Gender Equality and Cultural Change Around the World. New York: Cambridge University Press. Abstract.
- Inglehart, Ronald F. 2003. Culture and Social Change: Findings from the Value Surveys. Leiden: Brill Academic Publishers.